# U.F.O. – Idegenek közöttünk
Az U.F.O. – Idegenek közöttünk (korábbi cím cím: U.F.O., új cím: Alien Uprising) 2012-es angol sci-fi film, amelyet Dominic Burns írta és rendezte. A főszerepben Bianca Bree, Sean Brosnan és Jean-Claude Van Damme látható. A film nem áll összefüggésben az 1970-es tv-sorozattal.

## Cselekmény
Öt jóbarát egy reggelen arra ébred, hogy nincs elektromosság, telefon se rádió. A csapat két napon keresztül barangol a sötétségben, amikor egyszer csak észreveszik, hogy egy városméretű UFO van az égen. A civilizáció elkezd lassan szétesni és a csapat belepottyan egy törvénytelen anarchia közepébe.

## Szereplők
- Bianca Bree – Carrie (Köves Dóra)
- Sean Brosnan – Michael (Dányi Krisztián)
- Jean-Claude Van Damme – George (Mihályi Győző)
- Simon Phillips – Robin (Varga Gábor)
- Julian Glover – John (Izsóf Vilmos)
- Sean Pertwee – Tramp (Schnell Ádám)
- Maya Grant – Dana (Roatis Andrea)
- Jazz Lintott – Vincent (Előd Álmos)
- Joey Ansah – Rendőrtiszt / Black Ops katona (Előd Botond)